# Personnages de Maison Ikkoku
Cet article présente les personnages du manga Maison Ikkoku et de son adaptation en anime Juliette, je t'aime.

## La pension
Le lieu dans lequel se situe l'action est la Maison Ikkoku めぞん一刻 (mezon ikkoku) (la pension des Mimosa dans le doublage français).
Située en banlieue de Tokyo, dans le quartier imaginaire de Tokeizaka 時計坂 (tokeizaka), la maison Ikkoku est une vieille bâtisse en bois, d'un étage, datant d'avant-guerre. Entourée par un jardinet, elle comporte en tout 7 chambres (la loge du concierge et les chambres 1, 2 et 3 au rez-de-chaussée, les chambres 4, 5 et 6 à l'étage), deux couloirs (un à chaque étage) dans lesquels se trouvent de grands lavabos commun et à l'extrémité desquels se situe un cabinet de toilette, l'escalier menant à l'étage, un grenier et l'escalier qui y mène, ainsi qu'une plateforme destinée à étendre le linge (à l'étage, en haut de l'escalier). Outre son confort plutôt sommaire (il n'y a pas de salle de bain), le bâtiment accuse son âge et est en assez mauvais état. Pour l'anecdote, l'horloge y indique toujours 10h25.

## Personnages principaux

### Les pensionnaires
Yusaku Godai (五代 裕作, Godai Yūsaku)/Hugo Dufour (VF)
Voix japonaise : Issei Futamata, voix française : Pierre-François Pistorio, Jean-Philippe Puymartin
Yūsaku Godai est le personnage principal de la série. Il n'est, au début, qu'un pauvre rōnin de 18 ans, étudiant pour repasser les concours d'entrée en université après un premier échec l'année précédente. Il finira par entrer, grâce à l'aide de Kyoko, dans une université de modeste réputation (dans le manga, mais carrément de troisième ordre dans l'anime). Il est assez beau garçon et généreux, mais tête-en-l'air, indécis et peu assidu. Yusaku est souvent le dindon des farces jouées par les autres pensionnaires de la Maison Ikkoku, qui ont pris l'habitude de profiter de lui (ils utilisent sa chambre comme salle de réunion pour leurs fêtes perpétuelles, lui volent de la nourriture...). Il tombe amoureux de Kyoko au premier regard mais manque de courage pour lui confesser ses sentiments. À la place, il rêvasse, se fait des films et il commet de nombreux actes stupides. Au cours de la série, Yūsaku gagne en maturité et devient un parti convenable pour Kyoko, de même que son amour pour elle grandit du simple coup de foudre du début à une véritable passion.
Originellement un étudiant sans le sou vivant de petits boulots et des paquets de vivres envoyés par ses parents, il se découvre un don pour l'éducation de jeunes enfants et devient éducateur en jardin d'enfants, travaillant comme un forcené pour obtenir le diplôme. Les épreuves traversées et la reconnaissance professionnelle lui donnent plus de confiance en lui, réduisant d'autant l'écart avec Shun. Il loge dans la chambre 5 (go) et est né en 1960.
Kyoko Otonashi (音無 響子, Otonashi Kyōko)/Juliette Rozier (VF)
Voix japonaise : Sumi Shimamoto, voix française : Déborah Perret
Kyoko Otonashi est le personnage féminin principal de la série. Elle est une belle veuve de 20 ans qui assume la charge de concierge de la Maison Ikkoku. Elle habite la loge du concierge (pièce sans numéro, une référence au 無 de son nom de famille, qui a pour sens « rien », « sans », la notion de négation). Généralement douce et polie, elle dissimule un caractère bien trempé et une main leste dont Yusaku fait régulièrement les frais. Facilement énervée, colérique et sautant trop vite aux conclusions, trait commun chez beaucoup d'héroïnes de Rumiko Takahashi, comme Akane Tendo (de Ranma ½), Lum Invader et Shinobu Miyake (de Urusei Yatsura), Sister Angela (from One-Pound Gospel), Kagome Higurashi et Sango (de Inu-Yasha). Elle développe rapidement de l'affection pour Yūsaku, et tend à le « chouchouter », ce que les autres pensionnaires ne manquent pas de souligner ironiquement notant qu'elle se conduit comme une « bonne épouse », et est parfois jalouse de lui (ce qu'elle nie pourtant farouchement, contre toute évidence). Néanmoins, il lui est très difficile de faire le deuil de son époux, Soichiro Otonashi, décédé après seulement six mois de mariage, et ces souvenirs la plongent parfois dans la mélancolie. L'amour de Kyoko pour son défunt époux transparait parfois dans ses dialogues avec son chien, qu'elle a appelé « Soichiro-san » (« Monsieur Soichiro »). Elle est née en 1958 et a donc 2 ans de plus que Yusaku (et un an de moins que l'auteur).
Hanae Ichinose (一の瀬 花枝, Ichinose Hanae)/Pauline (VF)
Voix japonaise : Kazuyo Aoki, voix française : Christine Delaroche
Une petite femme ronde d'âge moyen que l'on voit rarement sobre. Son époux, un salaryman typique, est constamment absent, à tel point que lors de sa première apparition, il s'avère être totalement inconnu des autres habitants de la pension. Elle prend plaisir à se joindre aux autres pensionnaires pour ce qui est de troubler la tranquillité de Kyoko et de Yusaku, mais agit aussi parfois avec de bonnes intentions envers eux, plus particulièrement envers Kyoko qu'elle considère comme une « petite sœur » (malgré leur différence d'âge, ce que les autres pensionnaires ne manquent pas de faire remarquer). Néanmoins, même quand elle agit avec les meilleurs intentions du monde, ses façons de faire ont généralement vis-à-vis de Kyoko et Yūsaku un effet contraire à celui recherché et elle est à l'origine de nombreux quiproquos entre ces deux personnages.
Mme Ichinose est également une infatigable commère, qui profite sans vergogne de la proximité de sa chambre avec le téléphone pour espionner les conversations, en particulier celles de Yusaku.
Elle habite, avec son époux et leur fils Kentaro, dans la chambre 1. Son nom de famille signifie premier gué.
Nozomu Nikaido (二階堂 望, Nikaidō Nozomu)
Voix japonaise : Ryo Horikawa (OAV)
Personnage inexistant dans la série animée
À l'origine, Nozomu Nikaido devait emménager dans une pension luxueuse nommée « Rikkoku-kan », mais une erreur de transcription sur les documents de l'agence immobilière l'amène à la pension « Ikkoku-kan ». Son arrivée comme locataire « accidentel », au milieu de la série, est assez tardive par rapport aux autres personnages présents dès le début. Il a mené une vie assez protégée avant de débarquer dans le fil de l'histoire, et, pour poursuivre ses études, quitte le domicile familial contre le souhait de sa mère. Au début, Nozomu passe auprès de Kyoko pour un garçon bien élevé, tandis que les autres pensionnaires le considèrent comme un « fils à maman » trop gâté. Après la fin de sa « guérilla » contre Yotsuya (contrairement à Yusaku, il a décidé de ne pas se laisser pourrir la vie et réplique coup pour coup sans se soucier des conséquences), Nozomu apparaît comme un personnage totalement aveugle à son environnement, en particulier à la situation entre Yusaku et Kyoko et leurs triangles amoureux respectifs. Il sera, pendant un temps, à l'origine de bien des quiproquos, puis retournera à l'insignifiance.
Il loge dans la chambre 2, précédemment inoccupée, et est né en 1966.
Son nom de famille signifie temple à deux étages. Dans le Japon médiéval, ce type de bâtiment était très rare, en particulier à la campagne, au point de donner parfois ce nom aux lieux en abritant un.
Étant totalement absent de la série animée, la plupart de ses répliques utiles à l'action y ont été attribuées le plus souvent soit à Yotsuya, soit à Kentaro.
M. Yotsuya (四谷, Yotsuya)/Stéphane (VF)
Voix japonaise : Shigeru Chiba, voix française : « Emmanuel »
M. Yotsuya est un homme mystérieux qui trouve son plaisir dans le voyeurisme, la moquerie, et plus particulièrement dans le fait de tourmenter son voisin, Yusaku. Sa spécialité consiste à creuser inlassablement un trou dans la cloison séparant les chambres 4 et 5 pour pouvoir rejoindre le « jeune Godai » (ainsi également qu'un trou plus petit entre les chambres 5 et 6 pour regarder Akemi). Il est généralement vu habillé d'un costume trois pièces, d'un yukata ou d'autres vêtements assez formels, et utilise également un registre de langage très formel (même lors des fêtes arrosées avec Akemi et Mme Ichinose). Personne, ni les protagonistes ni le lecteur (ou spectateur), n'a la moindre idée de ce que peut bien être son occupation en dehors de la pension. M. Yotsuya prétend avoir un travail (mais vole ou extorque de la nourriture à Yusaku à la moindre occasion) et sort ou rentre à des horaires très variables selon un mystérieux planning connu de lui seul. Il tourmente directement Yusaku et indirectement Kyoko, par les dégâts qu'il provoque (dégâts qui culmineront lors de la « guérilla » qu'il mènera contre Nikaido à l'arrivée de celui-ci à la pension). Il loge dans la chambre 4 (Yon). Son prénom, ainsi que son âge, sont inconnus. Il a plusieurs fois donné des prénoms, comme Tamezo et Goro, sans qu'il semble s'agir de la vérité. Yotsuya, est le nom d'un quartier du grand Tokyo, associé à une célèbre histoire de fantômes.
Dans l'animé (mais pas dans le manga), il est célèbre pour prononcer régulièrement des maximes ou des Haiku, souvent hermétiques, renforçant par là son image mystérieuse.
Akemi Roppongi (六本木 朱美, Roppongi Akemi)/Charlotte (VF)
Voix japonaise : Yūko Mita, voix française : Amélie Morin, Christine Delaroche
Une serveuse de bar plutôt délurée. À la pension, elle passe le plus clair de son temps à fainéanter en tenues plutôt légères. Il arrive parfois que Mme Ichinose lui reproche ce manque de pudeur, mais c'est généralement en présence d'étrangers et, en pratique, tous les habitants de la pension se sont habitués à la voir ainsi vêtue. Elle loge dans la chambre 6 (Roku) et travaille dans le quartier, dans un bar appelé Cha-Cha Maru, où les pensionnaires ont pris l'habitude de se retrouver pour boire (lorsque ce n'est pas dans la chambre 5...). Elle a l'habitude d'accepter fréquemment les consommations que lui offrent parfois des clients masculins du bar (voire de se faire raccompagner au love hotel), mais comme elle boit alors plus que de raison, elle rentre assez souvent ivre à la pension. Du fait qu'elle travaille en soirée au Cha-Cha Maru et passe généralement le reste de la nuit à boire, elle a constamment l'air fatiguée ou somnolente. Elle ne se préoccupe généralement que peu des relations entre Yūsaku et Kyoko, mais n'hésite pas non plus parfois à se joindre à M. Yotsuya pour jouer des tours à Yusaku. Elle se montre franchement et clairement attirée par Shun Mitaka lorsqu'il est présent, bien qu'elle sache parfaitement qu'il ne s'intéresse qu'à Kyoko.
Si elle n'hésite pas à jouer des tours ou à se moquer de Yusaku, elle ne le déteste pas, aime passer du temps à squatter son futon et lui donne parfois un coup de main pour régler ses relations amoureuses - souvent de manière détournée et humiliante, mais elle est une adepte des traitements de choc. En fait, sa relation avec lui se rapproche de celui d'une grande sœur.
Elle épouse Master, le propriétaire du Cha-Cha Maru, et quitte la pension à la fin de l'histoire, mais y retourne régulièrement.
Son nom de famille (qui signifie six arbres) est le nom d'un quartier de Tokyo célèbre pour ses coûteux bars à hôtesses.

#### Autres pensionnaires
Kentaro Ichinose (Léo)Le fils de Mme Ichinosé (« ichi » = 1)
Soichiro-San (Maxime)Chien de Kyoko

### Non pensionnaires

#### Shun Mitaka
三鷹 瞬 (Mitaka Shun)
François Talmont dans le doublage français.
- Doublé par Akira Kamiya (japonais) Michel Blain (français)

Shun, en opposition avec Yusaku, est riche, éduqué et issu d'une bonne famille. Il travaille comme entraineur dans un club de tennis féminin, plus par amour du sport que par nécessité financière. Ses parents révèleront vers la fin de la série qu'il est âgé de 31 ans à ce moment, ce qui signifie qu'il en avait 26 au début. C'est un très bel homme, qui a la particularité (partagée par sa famille, mais aussi par la grand-mère de Yusaku !) d'avoir les dents qui brillent par éclats. Kyoko commence à prendre des leçons de tennis très tôt dans l'histoire, et, dès ce moment, Shun commence à la courtiser. Son principal obstacle, pendant très longtemps, sera sa peur panique des chiens, qui l'empêche de s'approcher de Kyoko lorsque Soichiro-san se trouve à proximité. Bien qu'il soit très intéressé par Kyoko, il est très populaire auprès des autres femmes (en particulier Akemi, que l'on retrouve toujours littéralement collée à lui lors des fêtes auxquelles ils participent) et a une réputation de Don Juan, pas totalement imméritée d'ailleurs (bien que les accusations de Kyoko à ce sujet soient généralement infondées et dues à des quiproquos, il admet avoir de nombreux rendez-vous galants). La mère de Kyoko le considère fortement comme un parti potentiel pour sa fille (au grand désespoir de Yusaku).
Shun considère Yūsaku comme un rival pour l'affection de Kyoko (et vice versa) et les deux sont souvent antagonistes l'un vis-à-vis de l'autre. L'attitude de Shun envers Yūsaku est soit magnanime, soit condescendante, selon la présence ou l'absence de Kyoko, et il est parfois tenté d'utiliser Kozue comme un obstacle entre Yusaku et Kyoko. Mais, bien qu'ils soient rivaux, Shun et Yusaku partagent parfois leur frustration devant le refus de Kyoko de tomber à nouveau amoureuse de qui que ce soit.
En général, Kyoko apprécie Shun, qu'elle considère comme un ami, mais est parfois rebutée par son insistance et se sent parfois mise sous pression (Shun ne souhaite pas forcer leur relation, mais va souvent « franchir la ligne rouge »). On peut se poser la question de savoir si Shun est plus intéressé par Kyoko elle-même ou par le fait de la « sauver » de sa condition de veuve et de concierge de la Maison Ikkoku, qu'il considère comme dégradante, se positionnant ainsi dans le stéréotype du « prince charmant » venant sauver sa princesse.
Bien qu'il ne loge pas à la pension, il porte, comme les autres personnages principaux, un chiffre dans son nom de famille (mi=3). Comme pour d'autres personnages, son nom est en rapport avec la toponymie tokyoïte, Mitaka étant une banlieue de Tokyo. Il est né en 1955.

#### Kozue Nanao
七尾 こずえ (Nanao Kozue)
- Doublée par Miina Tominaga (Japonais), Catherine Laborde et Christine Delaroche (Français)

Suzanne dans le doublage français
Kozue est la « fréquentation régulière » de Yusaku (« petite amie » serait probablement un terme trop fort du point de vue de Yusaku) et est généralement un obstacle à son rapprochement avec Kyoko. Mignonne, gentille et semblant parfois un peu « simplette », il semble évident qu'elle est plus intéressée par Yusaku qu'il ne l'est par elle, et elle ne voit pas en Kyoko (ou plus tard en Ibuki) une rivale pour son affection. Leur relation commence après qu'elle trouve Yusaku en possession de deux tickets de cinéma (initialement, Yusaku avait réservé le second ticket pour Kyoko, mais il ignorait qu'elle avait alors rendez-vous avec Shun) et s'invite, donnant le ton général de leur relation à venir. Yusaku souhaiterait aller de l'avant et rompre la relation avec Kozue, mais n'arrive jamais à trouver l'opportunité de le faire sans la blesser (du point de vue de Yusaku) ou le courage et la volonté d'affronter la réalité (du point de vue de Kyoko). La situation se complique encore lorsque Kozue présente Yusaku à ses parents (ce qu'elle fait sans avertir Yusaku de son intention, qu'il découvrira une fois arrivé au domicile des Nanao), qui approuvent la relation et sont toujours prêts à nourrir l'étudiant éternellement affamé.
Kyoko n'a aucune animosité envers Kozue et la traite amicalement, mais la relation entre Kozue et Yusaku pique sa jalousie au vif (ce qu'elle refuse d'ailleurs d'admettre). Par conséquent, Yusaku prend beaucoup de soin à tenter d'éloigner Kozue de Kyoko et à ne pas la mentionner en sa présence. Yusaku la trouve séduisante et admet qu'en l'absence de Kyoko, il serait probablement tombé amoureux d'elle, mais du fait de sa passion pour Kyoko, il maintient constamment une certaine distance vis-à-vis de Kozue. Leur relation restera platonique.
Un gag récurrent de la série consiste en les diverses tentatives de ruptures infructueuses de Yusaku. À chaque fois qu'il parvient à signifier à Kozue sa volonté de rupture, celle-ci se méprend sur ses propos qu'elle interprète à contre-pied. À un moment, il imagine comme stratagème de se monter dans des situations dégradantes pour la forcer à le haïr et à le quitter, mais sans résultat. Ironiquement, c'est ce qui se passera involontairement lorsque Kozue tombera par hasard nez-à-nez avec Yusaku escortant Akemi totalement ivre à la sortie d'un love hotel. Finalement, lorsqu'elle apprendra plus tard ce qui s'était réellement passé, leur rupture se consommera pacifiquement.
Bien que ne logeant pas à la pension, elle porte elle aussi un numéro dans son nom (nana=7). Elle est née en 1962.

#### Les autres non-pensionnaires
- Yukari Godai (Grand-mère Dufour) : La mamie dynamite, grand-mère de Godai. Toute petite mais d'un tempérament bien trempé, c'est elle qui a élevé Yusaku à la place de ses parents, accaparés par leur restaurant. Elle aime beaucoup son petit-fils mais ne se voile pas la face quant à ses défauts. Elle apprécie beaucoup Kyôko, à qui elle voudrait bien confier son petit-fils. Aussi fêtarde que les autres occupants de la pension.
- M. Otonashi père : Beau-père de Kyoko, grand-père d'Ikkuko et propriétaire de la pension. Un homme âgé, sage et consciencieux, il aimerait que Kyôko se remarie. Il aidera plusieurs fois Yusaku à trouver du travail dans l'enseignement.
- Ikkuko (Marina) : Nièce de Kyoko. Yusaku lui donnera des cours particuliers. Elle s'entend bien avec Kentaro. Elle est secrètement amoureuse de Yusaku.
- Feu Soichiro Otonashi (Maxime Rosier) : Défunt mari de Kyoko. On ne voit jamais son visage, toutes les photos le décrivant étant abîmées.
- Ibuki Yagami (Clémentine) : La lycéenne amoureuse de Godai (« ya » = 8), elle lui court après de manière éhontée. Elle est la première à être convaincue des sentiments entre Yusaku et Kyôko.
- Asuna Kujo (Hortense) : La fiancée de Shun Mitaka (« ku » = 9). Choisie par l'oncle de ce dernier, c'est une fille de bonne famille qui vit entourée d'une meute de chiens. Elle tombe immédiatement amoureuse de Shun, mais celui-ci ne lui retournera ses sentiments que bien plus tard.
- Salad (Salade) : La petite chienne d'Asuna qui a un rôle non négligeable dans le dénouement, à la source d'un quiproquo qui laisse tous les protagonistes bouche bée.
- Makkenro (Mac Enroe) : Le chien de Shun dont le rôle est aussi important que celui de Salad. Adopté tout chiot, il permet à Shun de se guérir de sa phobie des chiens. Initialement, c'était uniquement pour approcher Soichiro-san, le chien de Kyôko, que Shun a élevé ce chien.

## Particularité sur les noms des personnages principaux
Les principaux personnages portent tous dans leur noms de famille un nombre, correspondant à leur numéro de chambre pour les locataires de la pension.
| Nombre     | Personnage                           | Nom en kanji et sa signification |
| ---------- | ------------------------------------ | -------------------------------- |
| 0          | Kyoko Otonashi (née Chigusa)         | 音無 (« pas un son », calme)     |
| 1（一）    | La famille Ichinose                  | 一の瀬 (premier gué)             |
| 2（二）    | Nozomu Nikaido                       | 二階堂 (temple à deux étages)    |
| 3（三）    | Shun Mitaka *                        | 三鷹 (trois faucons)             |
| 4（四）    | M. Yotsuya                           | 四谷 (quatre vallées)            |
| 5（五）    | Yusaku Godai                         | 五代 (cinq générations)          |
| 6（六）    | Akemi Roppongi                       | 六本木 (six arbres)              |
| 7（七）    | Kozue Nanao *                        | 七尾 (sept queues)               |
| 8（八）    | Ibuki Yagami *                       | 八神 (huit dieux)                |
| 9（九）    | Asuna Kujo *                         | 九条 (neuvième avenue)           |
| 1000（千） | M. et Mme Chigusa (parents de Kyoko) | 千草 (mille herbes)              |

* N'habitent pas la pension.

## Personnages apparaissant dans de nombreux chapitres
Sakamoto (Marc)Le meilleur copain de Godai. D'un comportement flamboyant, il a facilement du succès avec les filles - mais pas de manière durable. Devenu salaryman, il déprime fréquemment de l'inconstance féminine, entraînant Yusaku dans des soirées de beuverie larmoyante. Il adopte une petite chatte qu'il appelle Kyôko.
Master (Georges)Le patron du Cha-Cha Maru. Amoureux d'Akémi, il lui passe la plupart de ses frasques. Séparé de sa femme depuis longtemps, il propose à Akémi de l'épouser pour officialiser son divorce.
M. Chigusa (Pierre Anthony)Le père de Kyoko. Impuissant devant la détresse de sa fille à la mort de Soïchiro, il refuse qu'elle se remarie et le fait savoir. Il accepte Yusaku lorsque ce dernier promet de ne pas mourir avant elle.
Ritsuko Chigusa (Rita Anthony)La mère de Kyoko. Plus sournoise mais aussi têtue que sa fille, elle fait tout ce qu'elle peut pour la remarier - au grand agacement de cette dernière.
Yosuke Nanao (Julien)Le petit frère de Kozue. Il est très intéressé par le copain de sa sœur - Yusaku - et de ce que les deux font ensemble (c'est-à-dire, rien).
Kamiogi-sensei (Mme Léontine)La directrice du lycée pour jeunes filles. Elle se souvient bien de Kyôko et de Soïchiro, et protège Yusaku des ardeurs irraisonnées d'Ibuki.
Iioka (Monsieur Paul)Le chef de Godai au cabaret Bunny. Il découvre que Yusaku est meilleur comme nounou pour les enfants des hôtesses que comme rabatteur. Il le soutient dans son projet de devenir éducateur, lui offrant conseil et support.

## Personnages faisant une ou des apparition(s) ponctuelle(s)
Sayoko Kurogi (Ursula)L'animatrice du club de marionnettes. C'est elle qui oriente Yusaku vers son métier d'éducateur, d'abord via le club, puis en lui proposant un poste dans un jardin d'enfants.
AkiraCousine de Godai. Devenue une jeune femme très désirable, elle attise la jalousie de Kyôko, et le trouble chez Yusaku.
Konatsu ÔguchiJeune femme très bavarde (ooguchi = grande bouche) rencontré par Yusaku lors d'un voyage à Hokkaido
M. Ichinose (Fernand)Le mari de Mme Ichinosé (« ichi » = 1). Comme il travaille beaucoup, on le voit peu.
Zenzaburo Mitsukoshi (Maurice Jansen) (inexistant dans le manga)Locataire (très provisoire) de la Chambre 3 (« mitsu » = 3)
Kasumi (Lola)L'une des hôtesses de bar du cabaret Bunny. Elle tente sans grande conviction de séduire Yusaku, mais ce qu'elle cherche par-dessus tout c'est un père pour ses enfants.
Tarôfils de Kasumi.
Hanakofille de Kasumi.
Haruka Godai (Déborah Dufour)Fille de nos deux protagonistes. Elle n'apparaît (et pour cause) que dans les dernières cases du manga, âgée de quelques jours.

## Voix françaises non précisées ci-dessus
- Michel Blain : Marc, Georges
- Annabelle Roux : Léo, Hortense, Marina
- Raphaëlle Schacher : Clémentine Bardin (voix principale)
- Danièle Hazan : Clémentine (1re voix)
- Jane Val : la grand-mère de Hugo (voix principale)
- Maïté Monceau : Lola (voix principale)
- Virginie Ledieu : Lola (1re voix)
- Patrick Messe : Monsieur Paul
- Catherine Laborde : Suzanne